# شريعة موسى

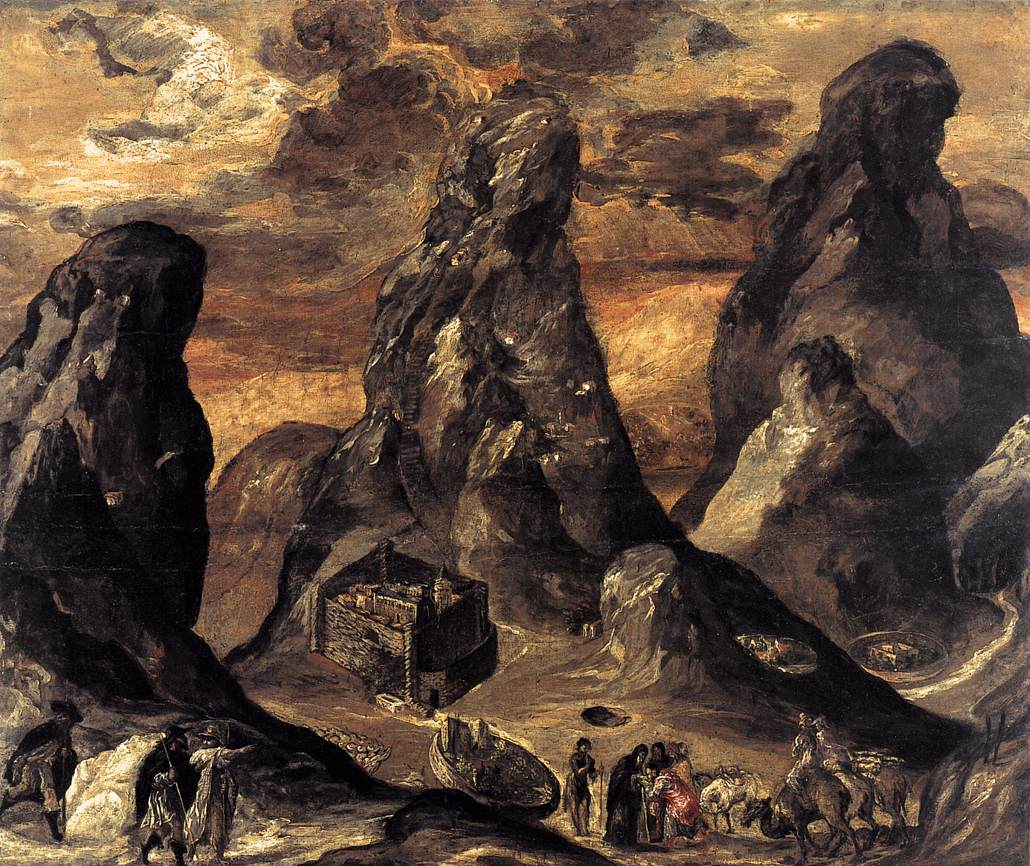
لوحة "منظر جبل سيناء" التي رسمها الفنان إل غريكو بين عامي 1570 و1572، محفوظة حاليًا في المتحف التاريخي لكريت.

شريعة موسى (بالعبرية: תֹּורַת מֹשֶׁה، تورات موشيه)، وتُعرف أيضًا باسم الشريعة الموسوية، هي مجموعة القوانين التي يُقال إن الله أوحى بها إلى النبي موسى. ويُشير هذا المصطلح أساسًا إلى التوراة، أي الأسفار الخمسة الأولى من الكتاب المقدس العبري.

## القانون في الشرق الأدنى القديم
تميّزت شريعة موسى في إسرائيل القديمة عن غيرها من القوانين السائدة في الشرق الأدنى القديم بكون المخالفات فيها تُعدّ جرائم بحق الله، وليس مجرد انتهاكات للقانون المدني أو الاجتماعي فقط. ويختلف هذا النهج عن التشريعات مثل قانون أور-نامو السومري (حوالي 2100–2050 قبل الميلاد) وقانون حمورابي البابلي (حوالي 1760 قبل الميلاد)، حيث تركز نسبة كبيرة من هذه القوانين على تنظيم العقود والمعاملات المدنية.
ورغم هذا الاختلاف في الرؤية الدينية، فإن التأثير المتبادل بين التشريعات الإسرائيلية وتقاليد القوانين في الشرق الأدنى القديم موثق ومعترف به على نطاق واسع. ويبرز ذلك في عدد من المبادئ المشتركة، مثل مبدأ القصاص (العين بالعين)، إلى جانب تشابهات نصيّة في موضوعات قانونية محددة، منها على سبيل المثال قوانين التعامل مع الثور النطّاح، كما ورد في قانون حمورابي (المواد 250–252) وسفر الخروج (21: 28–32).
وقد ذهب بعض الباحثين، مثل ديفيد بي. رايت، إلى القول بأن "قانون العهد" التوراتي مستمد مباشرة من قانون حمورابي، ووصفه بأنه إعادة صياغة مبتكرة للمصادر المسمارية البابلية، ورأى فيه نموذجًا أكاديميًا أكثر منه مجموعة قوانين عملية. وفي المقابل، يرجّح آخرون أن هذا التأثير جاء عبر وسائط ثقافية ولغوية كالأرامية أو الفينيقية. ومع ذلك، يتفق الباحثون عمومًا على أن أوجه التشابه تعود إلى تقاليد شفهية مشتركة متداولة في المنطقة.
وتشير بعض الدراسات إلى أن أنظمة مثل سنة السَّبت العبرية لها ما يقابلها في مراسيم "ميشاروم" الأكدية، التي كانت تمنح إعفاءات مالية دورية للفقراء.
ومع وجود هذه الروابط، تجدر الإشارة إلى فروق بنيوية مهمة؛ ففي قوانين الشرق الأدنى القديم، كما تُظهر النصوص الأوغاريتية، كان للملك دور قضائي محوري، وغالبًا ما كان يُنظر إليه بوصفه الضامن الأعلى للعدالة. أما المجتمع الإسرائيلي في فترته ما قبل المَلَكية، فقد اتّسم بطابعه الثيوقراطي، حيث اعتُبر الله المصدر الأعلى للتشريع، وإن صُوّر في النصوص كثيرًا على هيئة ملك.

## الكتاب المقدس العبري

### موسى ونَسب الشريعة إليه
بحسب الكتاب المقدس العبري، كان موسى قائد بني إسرائيل في خروجهم من مصر، وتنسب إليه تقليديًا الكتب الخمسة الأولى من الكتاب المقدس (التوراة). ومع ذلك، فإن معظم الباحثين المعاصرين يعتقدون أن هذه الكتب كتبها مؤلفون متعددون. وقد أصبحت الشريعة المنسوبة إلى موسى، ولا سيما ما ورد منها في سفري اللاويين والتثنية، تُعدّ أعلى من أي مصدر آخر للسلطة، بما في ذلك الملك ومسؤولوه، وكان اللاويون هم أمناء الشريعة ومفسّريها.
يرد في سفر التثنية (31:24–26) أن موسى قال:
"خُذوا سفر الشريعة هذا، وضعوه بجانب تابوت عهد الرب إلهكم."
وترد مقاطع مماثلة تتحدث عن الشريعة في مواضع أخرى، منها:
- الخروج 17:14: "وقال الرب لموسى: اكتب هذا تذكارًا في كتاب، وضعه في أذني يشوع، لأني سأمحو ذكر عماليق من تحت السماء."
- الخروج 24:4: "فكتب موسى جميع أقوال الرب، وبكّر في الصباح، وبنى مذبحًا عند أسفل الجبل، واثنتي عشرة سارية حسب أسباط بني إسرائيل الاثني عشر."
- الخروج 34:27: "وقال الرب لموسى: اكتب هذه الكلمات، لأني بحسبها عقدت عهدًا معك ومع إسرائيل."
- اللاويين 26:46: "هذه هي الفرائض والأحكام والشرائع التي وضعها الرب بينه وبين بني إسرائيل في جبل سيناء بيد موسى."

### إشارات لاحقة إلى الشريعة في الكتاب المقدس العبري
يروي سفر الملوك كيف تم اكتشاف "شريعة موسى" في الهيكل خلال حكم الملك يوشيا (641–609 قبل الميلاد). كما يرد ذكر آخر لـ"سفر شريعة موسى" في يشوع 8:30–31.

### المحتوى
تمتد أحكام الشريعة في كتب الخروج، اللاويين، والعدد، ثم تُعاد وتُضاف إليها تفاصيل جديدة في سفر التثنية. وتشمل هذه:
الوصايا العشر
- الشرائع الأخلاقية: مثل أحكام القتل، السرقة، الأمانة، الزنا، المثلية الجنسية، وغيرها.
- الشرائع الاجتماعية: بشأن الملكية، والميراث، والزواج، والطلاق.
- شرائع الطعام: ما هو طاهر ونجس، وكيفية الطهي وتخزين الطعام.
- شرائع الطهارة: مثل أحكام الحيض، والسوائل المنوية، وأمراض الجلد والعفن.
- الأعياد: يوم الكفارة، عيد الفصح، عيد المظال، عيد الفطير، عيد الأسابيع، وغيرها.
- الذبائح والتقدمات: ذبيحة الخطية، المحرقة، ذبيحة السلامة، ذبيحة الشكر، التقدمة، الذبيحة الترددية، الخمر، البخور، العجل الأحمر، التيس المرسل (عزازيل)، باكورة الحصاد، وغيرها.
- تعليمات للكهنوت والكاهن الأعظم، بما في ذلك العشور.
- تعليمات بخصوص خيمة الاجتماع (المسكن)، والتي طُبّقت لاحقًا على الهيكل في أورشليم، بما في ذلك قدس الأقداس حيث كان تابوت العهد الذي يحتوي على لوحي الشريعة، وعصا هارون، والمنّ.
- تعليمات مستقبلية بخصوص وقت يُطالب فيه بنو إسرائيل بملك يحكمهم.

## التفسير الحاخامي
نُقل مضمون التعليمات وتفسيراتها، والمعروفة بـ التوراة الشفوية، شفهيًا عبر الأجيال، ثم اقتُبست وأُدرجت في اليهودية الحاخامية، ورُقّمت في التلمود على أنها 613 وصية. وتُعدّ الشريعة التي أُعطيت لموسى في سيناء (بالعبرية: הלכה למשה מסיני "هلاخاه لموشيه مسيناي") تمييزًا شرعيًا (هلاخيًا) في الفقه اليهودي.
تؤكد اليهودية الحاخامية أن موسى قدّم هذه الشرائع لشعب بني إسرائيل، وأن هذه الشرائع لا تنطبق على غير اليهود (بما في ذلك المسيحيين)، باستثناء الشرائع السبع لنوح، والتي تُعلّم اليهودية أنها تنطبق على جميع البشر.

## وصلات خارجية
- الموسوعة اليهودية: التوراة: شريعة التوراة (بالإنجليزية)